# Konik Garbusek (baśń)
Konik Garbusek – wierszowana baśń Piotra Jerszowa oparta na rosyjskim folklorze.

## Ilustracje

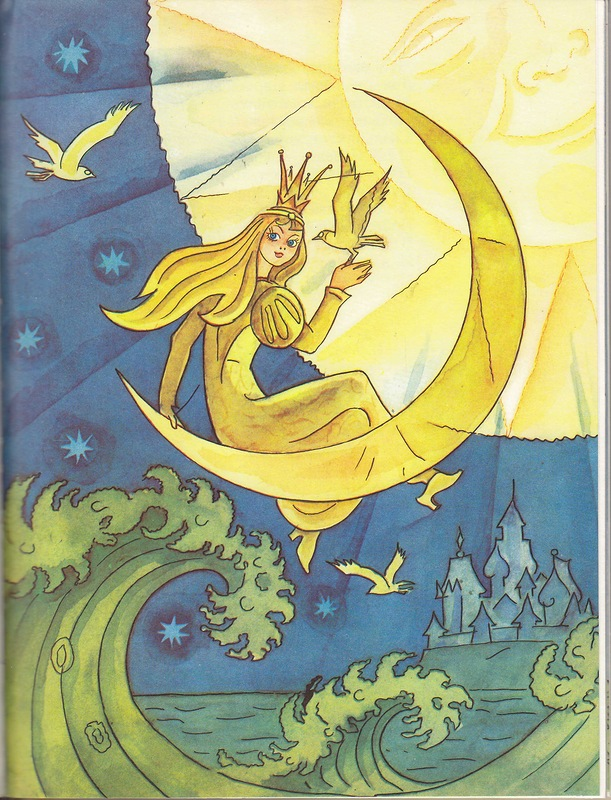
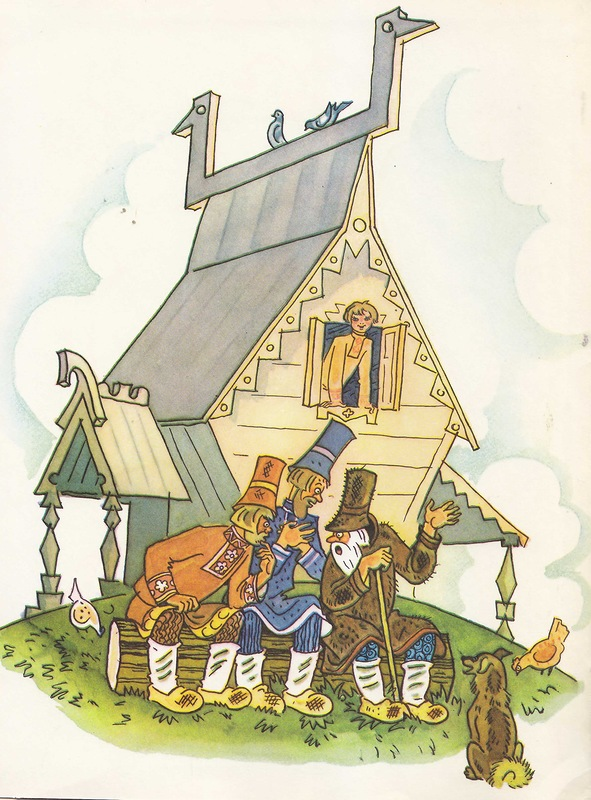
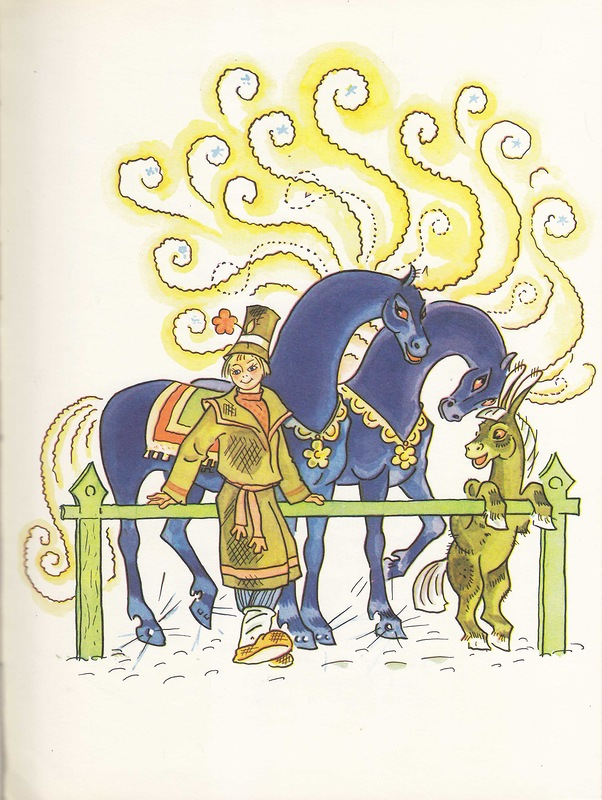
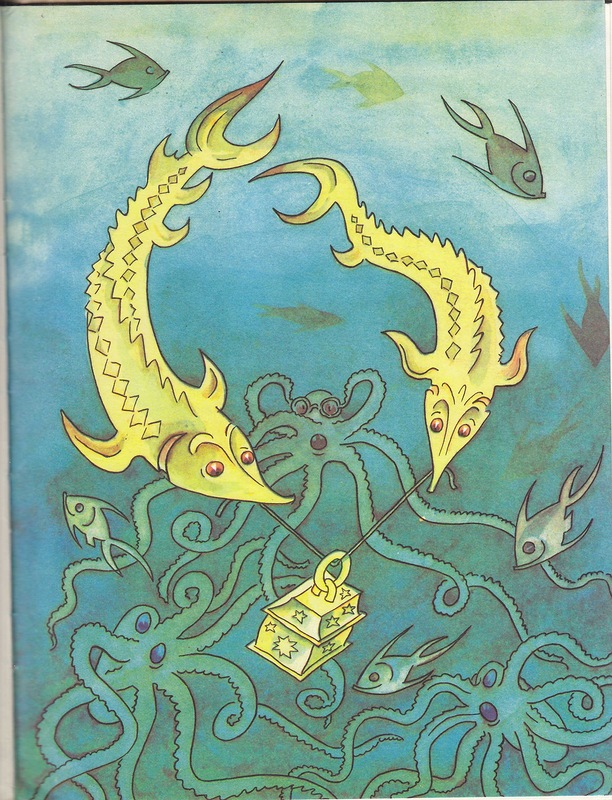
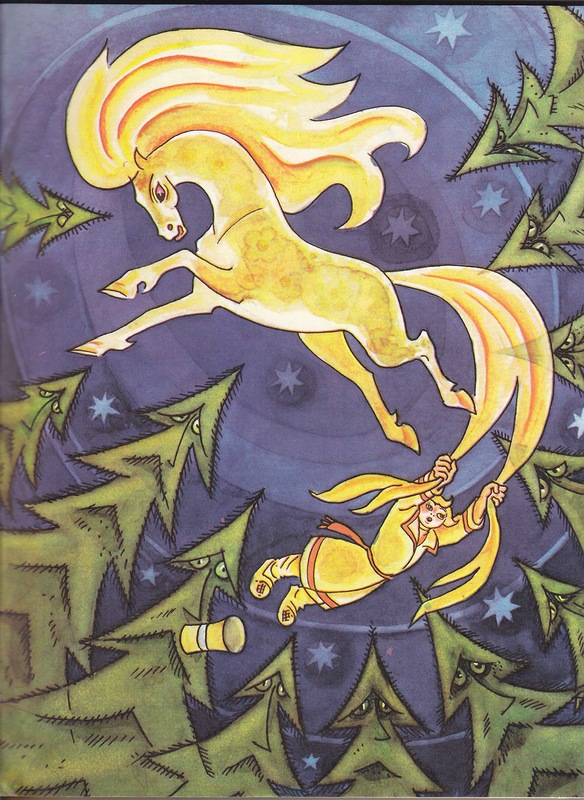

## Adaptacje

### Filmy
- Konik Garbusek – radziecki film aktorski z 1941 roku
- Konik Garbusek – radziecki film animowany z 1947 roku
- Konik Garbusek – radziecki film animowany z 1975 roku
- Iwan i zaczarowany kucyk – rosyjski film aktorski ze wstawkami animowanymi z 2021 roku

### Balety
- Konik Garbusek – balet Cesare Pugniego z 1864 roku
- Konik Garbusek – balet Rodiona Szczedrina z 1958 roku